# Мид, Ричард Джеймс, 4-й граф Клануильям
Адмирал флота Ричард Джеймс Мид, 4-й граф Клануильям (англ. Richard James Meade, 4th Earl of Clanwilliam; 3 октября 1832 — 4 августа 1907) — англо-ирландский пэр и офицер Королевского флота. Он носил титул учтивости — лорд Гилфорд с 1832 по 1879 год.

## Происхождение и образование

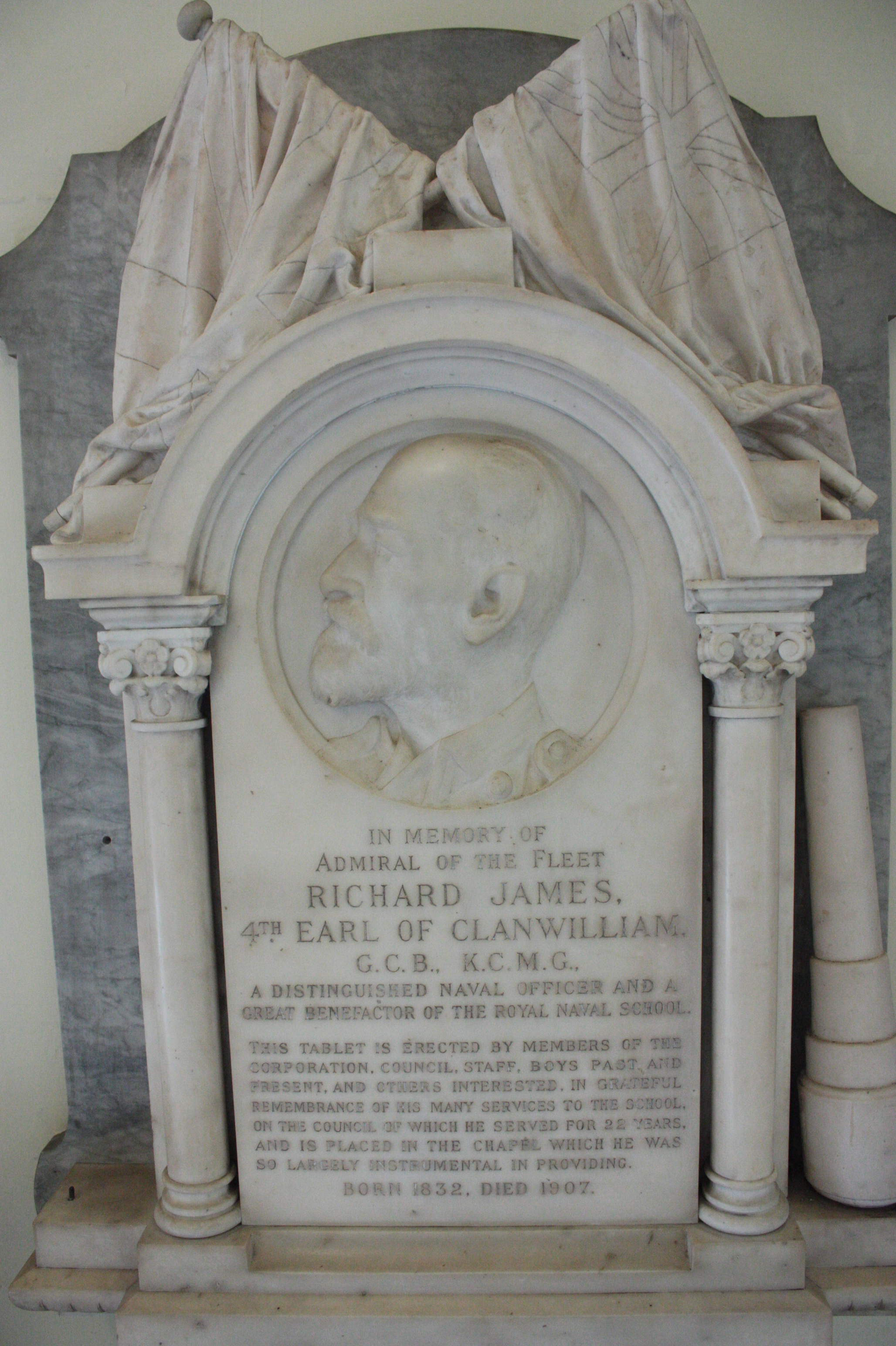
Мемориал Ричарду Джеймсу Миду, часовня Старого военно-морского колледжа, Гринвич.

Родился 3 октября 1832 года. Старший сын Ричарда Мида, 3-го графа Клануильяма (1795—1879), и леди Элизабет Герберт (1809—1858), дочери Джорджа Герберта, 11-го графа Пембрука. Он получил образование в Итонском колледже.

## Карьера

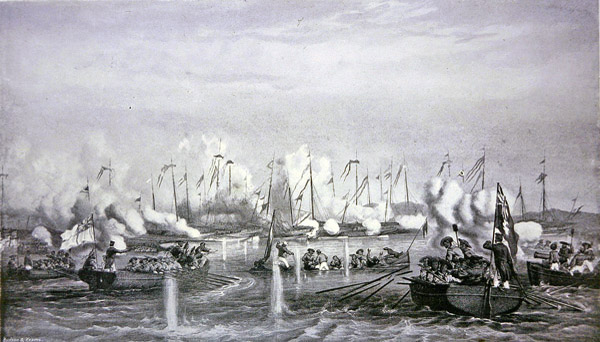
Битва при Фатшан-Крик во время кампании против китайских пиратов

В ноябре 1845 года Ричард Мид поступил на службу в Королевский флот Великобритании. В сентябре 1852 года лорд Гилфорд был назначен на фрегат HMS Impérieuse, на котором он служил на Балтийском море во время Крымской войны. Он перешел на фрегат HMS Raleigh в сентябре 1856 года, направлявшийся в Китай, и, хотя корабль потерпел крушение недалеко от Гонконга, весь экипаж выжил. Он служил под командованием коммодора Чарльза Эллиота в битве при Эскейп-Крик в мае 1857 года и под командованием коммодора Генри Кеппела в битве при Фатшан-Крик в июне 1857 года во время кампании против китайских пиратов.
Ричард Мид перешел на HMS Calcutta, флагманский корабль главнокомандующего Ост-Индской станции, в августе 1857 года и, высадившись вместе с военно-морской бригадой, принял участие в битве при Кантоне в декабре 1857 года во время Второй опиумной войны. Он был тяжело ранен в левую руку. Он упоминался в депешах, получил звание коммандера в феврале 1858 года.
Получив звание капитана в июле 1859 года, Ричард Мид стал командиром корвета HMS Tribune на Тихоокеанской станции в 1862 году и командиром линкора HMS Hercules во флоте Ла-Манша в 1868 году . Он был назначен адъютантом королевы Виктории и стал командиром резерва пароходов в Портсмуте в 1872 году.
Ричард Мид стал младшим военно-морским лордом во втором правительстве Бенджамина Дизраэли в мае 1874 года и, получив звание контр-адмирала 31 декабря 1876 года, был назначен кавалером Ордена Бани в июне 1877 года.
7 октября 1879 года после смерти своего отца Ричард Джеймс Мид унаследовал титулы 4-го графа Клануильяма, 4-го виконта Клануильяма в графстве Типперэри, 4-го барона Гилфорда из Гилфорда в графстве Даун, 2-го барона Клануильяма из Клануильяма в графстве Типперэри и 7-го баронета Мида из Баллинтаббера в графстве Корк.
Лорд Клануильям занимал пост второго военно-морского лорда в правительстве Бенджамина Дизраэли с декабря 1879 по мая 1880 год. Он стал командиром Летной эскадрильи на фрегате HMS Inconstant в августе 1880 года и получил звание вице-адмирала в июле 1881 года. Однако, пока эскадра находилась в порту Сиднея 22 июля, он «перенес припадок обморока, приступ, напоминающий паралич» . Последствия были настолько серьезными, что отбытие эскадрильи, запланированное на 24 июля, было отложено до 10 августа.

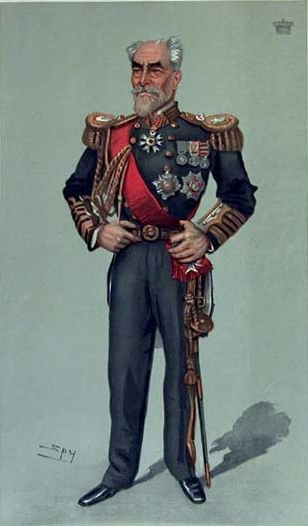
Карикатура в журнале Vanity Fair на 4-го графа Клануильяма.

Ричард Мид был назначен кавалером Ордена Святых Михаила и Георгия в марте 1882 года, а в августе того же года он стал главнокомандующим станцией Северной Америки и Вест-Индии со своим флагом на корабле центральной батареи HMS Bellerophon в 1885 году. В июле 1886 года ему был пожалован чин полного адмирала. В июне 1887 года он стал рыцарем-командором Ордена Бани.
Ричард Мид занимал должность главнокомандующего в Портсмуте с 1891 по 1894 год. В мае 1895 года он стал Кавалером Большого креста Ордена Бани.
Лорд Клануильям вышел на пенсию в октябре 1902 года и скончался в своем доме, Бэджмор-хаусе, недалеко от Хенли-на-Темзе, от пневмонии 4 августа 1907 года . Он был похоронен в семейном склепе в Уилтоне, графство Уилтшир. Ему наследовал его второй сын, Артур Веси Мид, 5-й граф Клануильям.

## Семья
17 июня 1867 года Ричард Мид женился на Элизабет Кеннеди (? — 1 апреля 1925), старшей дочери сэра Артура Кеннеди и Джорджины Милдред Макартни. У супругов было четыре сына и четыре дочери:
- Ричард Чарльз Мид, барон Гилфорд (10 июня 1868 — 14 октября 1905), женившийся в 1895 году на леди Мэри Элизабет Маргарет Дуглас-Хоум (1871—1951), дочери Чарльза Дугласа-Хьюма, 12-го графа Хьюма. Он умер раньше отца, оставив дочь.
- Леди Элизабет Селина Джорджиана Мид (1869 — 13 октября 1924), вышедшая замуж в 1898 году за капитана Достопочтенного Эдварда Стэнли Доусона (1843—1919), сына Ричарда Доусона, 1-го графа Дартри.
- Леди Кэтрин Мид (1871 — 19 октября 1954), фрейлина герцогини Олбани (1910—1922) и герцогини Йоркской (1923—1926).
- Артур Веси Мид, 5-й граф Клануильям (14 января 1873 — 23 января 1953), второй сын и преемник отца.
- Леди Беатрис Мид (1874 — 19 июня 1952).
- Адмирал Достопочтенный Сэр Герберт Мид (3 ноября 1875 — 27 октября 1964), офицер Королевского флота, принявший фамилию Мид-Фетерстонхау[17]. В 1911 году он женился на Маргарет Изабель Фрэнсис Глин (1888—1977), дочери преподобного Эдварда Карра Глина, оставив четверых детей, включая Джона Мида, 7-го графа Клануильяма.
- Леди Аделаида Джейн Мид (1877 — 31 марта 1960), вышедшая замуж в 1902 году за достопочтенного адмирала сэра Стэнли Колвилла (1861—1939), сына Чарльза Колвилла, 1-го виконта Колвилла из Калросса[18].
- Капитан Достопочтенный Эдвард Брабазон Мид (10 сентября 1878 — 13 апреля 1963), офицер гусарского полка, трижды женатый, не оставивший детей.